# 大幢寺
大幢寺（だいとうじ）は、岐阜県高山市一之宮町にある曹洞宗の寺院。山号は神護山。三木氏所縁の寺であり、飛騨三十三観音霊場9番札所である。境内にある臥龍桜は樹齢1100年を超える古木で、国の天然記念物に指定されている。

## 歴史
天文8年（1539年）に、雲龍寺10世伝奥禅同により開かれる。その後、三木国綱が行基作と伝承のある十一面観音菩薩を寺に安置して本尊とした。天正13年（1585年）に三沢の乱で兵火に遭い焼失。十一面観音菩薩は、観退きと呼ばれる地まで自ら退いたという伝説がある。また、乱で落命した三木国綱を古桜のそばに葬り、五輪塔と社を建てられた。その後金森長近により再興されている。
境内にあった大桜は昭和7年（1932年）に当時の住持である亀山道仙によって臥龍桜と名付けられ、開花期には桜まつりが開かれている。寺宝として円空作の韋駄天像を所蔵するほか、雲龍寺開山の了堂真覚が座禅をしたと伝わる座禅石、大原騒動犠牡者供養万霊塔が境内に所在する。